# Špačince
Špačince (Hongaars: Ispáca) is een Slowaakse gemeente in de regio Trnava, en maakt deel uit van het district Trnava.
Špačince telt 2.232 inwoners.